# کلرید تیتانیوم (II)
کلرید تیتانیوم(II) (به انگلیسی: Titanium(II) chloride) یک ترکیب شیمیایی با شناسه پاب‌کم ۶۶۲۲۸ است.
شکل ظاهری این ترکیب، دستگاه بلوری هگزاگونال سیاه است.